# Mikołaj Romanow (1856–1929)
Mikołaj Mikołajewicz Romanow (młodszy) (ur. 6 listopada?/18 listopada 1856 w Petersburgu, zm. 5 stycznia 1929 w Antibes) – wielki książę, generał kawalerii, generał adiutant, do 23 sierpnia 1915 roku głównodowodzący armii rosyjskiej podczas I wojny światowej.
Starszy syn generała feldmarszałka, wielkiego księcia Mikołaja Mikołajewicza (starszego) i Aleksandry Piotrowny. Wnuk cara Mikołaja I.

## Życiorys
W 1873 zakończył Nikołajewską Szkołę Inżynieryjną, a w 1876 Nikołajewską Akademię Sztabu Generalnego. Oficer od 1873.
W czasie wojny rosyjsko-tureckiej w 1877–1878 oficer do specjalnych poruczeń Naczelnego Dowódcy Wojsk Rosyjskich. Odznaczył się przy forsowaniu Dunaju, w lecie 1877 walczył w bitwie pod Szipką w Bułgarii, gdzie w wyniku zasług został awansowany do stopnia pułkownika. Brał udział także w zdobyciu twierdzy Plewna (10 grudnia 1877) oraz zajęciu Adrianopola w styczniu 1878. Od 1878 dowodził eskadronem, a następnie dywizjonem. Od 10 listopada 1890 dowodził 2 Brygadą, 2 Dywizją Kawalerii Gwardii. Od maja 1885 do czerwca 1905 generalny inspektor kawalerii. W 1894 roku mianowany do stopnia generała adiutanta. Pod jego kierownictwem podjęto szereg przedsięwzięć reorganizacyjnych w kawalerii. 9 grudnia 1900 roku mianowany na stopień generała kawalerii.
Od 8 czerwca 1905 Przewodniczący Rady Obrony Państwa (ROP, Совет Государственной Обороны), koordynował działania wyższych dowództw, uzgadniał działania między siłami zbrojnymi a ministerstwami, brał udział w wyborze kandydatów na stanowiska dowódców armii i flot, dowódców korpusów i dywizji, wydawał nowe regulaminy operacyjne. Od 26 października 1905 roku do rozpoczęcia I wojny światowej Naczelny Dowódca Wojsk Gwardii i Petersburskiego Okręgu Wojskowego (ówcześnie stołecznego). Od 28 lutego 1909 przewodniczący Ogólnorosyjskiego Zebrania Oficerskiego armii i flot. 25 czerwca 1905 doprowadził do wydzielenia Sztabu Generalnego z ministerstwa wojny. Będąc na stanowisku przewodniczącego ROP wchodził w kompetencje ministrów wojny i floty.

### I wojna światowa
Po wybuchu I wojny światowej został 20 lipca 1914 wyznaczony naczelnym dowódcą wojsk rosyjskich. W celu sprawnego kierowania wojskami zorganizowano u boku wielkiego księcia Stawkę i sztab w Baranowiczach, z szefem sztabu gen. N. N. Januszkiewiczem i gen. kwatermistrzem J. M. Daniłowem na czele. To właśnie gen. Daniłow odegrał główną rolę w planowaniu operacji, szczególnie na pierwszym etapie wojny. 14 sierpnia 1914 Mikołaj Mikołajewicz wydał odezwę, która zawierała obietnicę zjednoczenia po zakończeniu wojny ziem polskich z trzech zaborów pod berłem cara i nadania im autonomii.
Rok 1914 zakończył się połowicznym sukcesem wojsk rosyjskich dowodzonych przez Mikołaja Mikołajewicza, Rosjanie ponieśli wprawdzie klęski w Prusach Wschodnich, zdołali jednak po udanym ataku na Austro-Węgry opanować znaczną część Galicji, a listopadzie 1914 roku ich wojska podeszły pod Kraków i Łódź. Ofensywa rosyjska na kierunku zachodnim została w wyniku ciężkich walk zatrzymana, jednak wojskom austro-węgierskim nie udało się przyjść z pomocą obleganej przez Rosjan Twierdzy Przemyśl, która w marcu 1915 musiała kapitulować. W ciągu miesięcy zimowych 1914 roku zacięte walki toczyły się w Karpatach, które Rosjanie próbowali sforsować, aby przedrzeć się na Węgry.

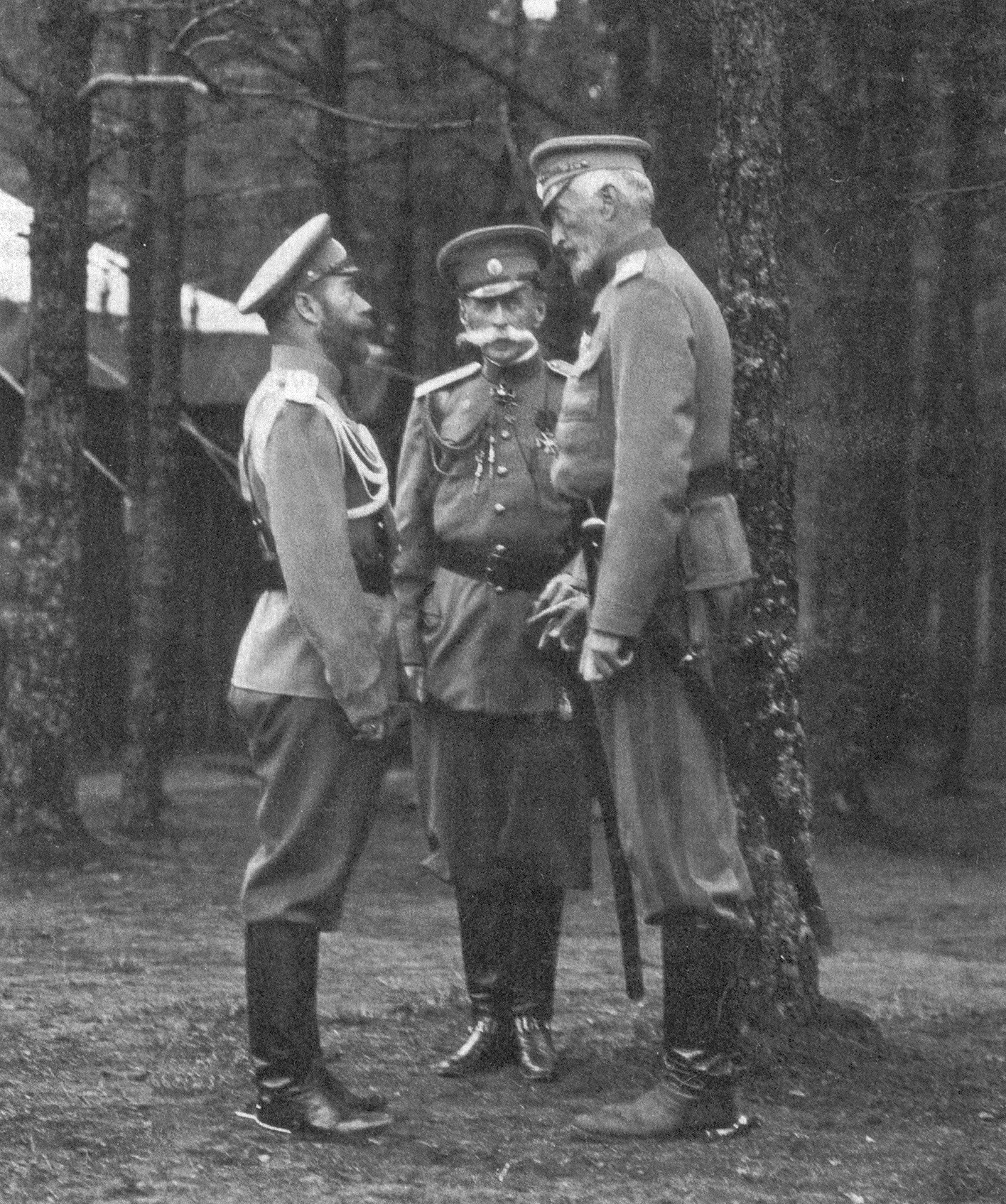
Od lewej: car Mikołaj II, minister dworu hr. W.B. Frederiks i ks. Mikołaj Mikołajewicz w Stawce

W 1915, po niepowodzeniach wojennych z państwami centralnymi w starciach w Galicji i Kongresówce, został zdymisjonowany przez cara Mikołaja II Romanowa 23 sierpnia, a obowiązki naczelnego dowódcy przejął po nim 25 sierpnia 1915 sam car Mikołaj II. Mikołaj Mikołajewicz w latach 1916–1917 pełnił z sukcesami funkcję wojskowego namiestnika na Kaukazie, naczelnego dowódcy Armii Kaukaskiej i atamana Kaukaskich Wojsk Kozackich. Próbował faktycznie podporządkować sobie Armię Kaukaską, jednakże jej dowództwo pozostało w rękach gen. M. M Judenicza. Z dużymi sukcesami zajmował się kwatermistrzostwem i administracją.
Wraz z podpisaniem aktu o abdykacji car Mikołaj II 2 marca 1917 wyznaczył księcia G.J. Lwowa kierownikiem Rządu Tymczasowego, a Mikołaja Mikołajewicza ponownie naczelnym dowódcą armii rosyjskiej. 11 marca 1917 roku Mikołaj Mikołajewicz został usunięty ze stanowiska i zwolniony ze służby. Pozbawiony stanowisk przeniósł się na Krym.

### Na emigracji
W marcu 1919 został zmuszony przez toczącą się w Rosji wojnę domową do emigracji do Włoch. Ewakuacja wielkiego księcia i jego najbliższej rodziny nastąpiła na angielskim pancerniku Marlborough. Następnie przeniósł się do Francji, do małego pałacu w Choigny pod Paryżem. W latach 1924–1929 był przewodniczącym Rosyjskiego Związku Ogólnowojskowego (ROWS), emigracyjnej organizacji skupiającej oficerów armii rosyjskiej.
W 1929 roku po krótkiej chorobie zmarł w swojej willi „Thenar” w Antibes na Riwierze, gdzie wyjechał na zimę. Został pochowany w Cerkwi św. Michała Archanioła w Cannes.

### Małżeństwo
Od 1907 roku był żonaty z księżniczką czarnogórską Anastazją, córką króla Mikołaja I Petrowića-Niegosza i Mileny Vukotić. Ich małżeństwo należało do szczęśliwych, między innymi dlatego, że oboje byli głęboko religijni z tendencją do mistycyzmu. Para jednak nie miała dzieci.
Starsza siostra Anastazji – Milica wyszła potem za mąż za młodszego brata Mikołaja – Piotra.

## Stosunek do Rasputina
Uchodził za zdecydowanego przeciwnika Grigorija Rasputina, który osiągnął olbrzymie wpływy na dworze carskim. Wielki książę widział w nim hochsztaplera i bezwzględnego manipulatora. Pewnego razu podczas I wojny światowej na wieść, że Rasputin ma zamiar odwiedzić kwaterę główną wojsk rosyjskich na froncie, Mikołaj Mikołajewicz odpowiedział telegramem: Przyjeżdżaj, a ja cię tutaj powieszę.